# Åkerbo landskommun
Se också Ölands-Åkerbo landskommun.
Åkerbo landskommun var en tidigare kommun i Östergötlands län.

## Administrativ historik
Den 1 januari 1952 genomfördes den första av 1900-talets två genomgripande kommunreformer i Sverige. Antalet kommuner minskades från 2498 till 1037.
Åkerbo bildades då genom sammanläggning av de tidigare kommunerna Gistad, Lillkyrka, Rystad, Törnevalla, Östra Harg och Östra Skrukeby.
Den fick sitt namn efter Åkerbo härad.
Redan 1961 tillfördes tidigare Askeby landskommun genom sammanläggning.
Kommunen existerade fram till 1971, då den gick upp i Linköpings kommun, där området nu utgör den östra delen.
Kommunkoden var 0524.

### Kyrklig tillhörighet
I kyrkligt hänseende tillhörde kommunen församlingarna Gistad, Lillkyrka, Rystad, Törnevalla, Östra Harg och Östra Skrukeby. Den 1 januari 1961 tillkom församlingarna Askeby, Bankekind, Vårdsberg och Örtomta. Dessa gick samman 2009 att bilda Åkerbo församling.

## Geografi
Åkerbo landskommun omfattade den 1 januari 1952 en areal av 180,80 km², varav 138,38 km² land.

### Tätorter i kommunen 1960
| Tätort   | Folkmängd |
| -------- | --------- |
| Tallboda | 314       |
| Gistad   | 244       |
| Askeby   | 219       |

Tätortsgraden i kommunen var den 1 november 1960 13,0 procent.

## Politik

### Mandatfördelning i valen 1950–66
| 14 | 13 | 4 | 4 |

| 35 |

| 13 | 12 | 4 | 6 |

| 35 |

| 12 | 13 | 3 | 7 |

| 34 |

| 14 | 13 | 4 | 4 |

| 33 |

| 12 | 13 | 4 |  | 5 |

| 32 |